# Jan Gomola
Jan Gomola (Ustroń, 5 augustus 1941 - Ustroń, 24 februari 2022) was een Pools voetballer die voorkeur speelde als doelman.

## Carrière
Gomola is geboren in Ustroń. Hij had gespeeld bij KS Kuźnia Ustroń, RTP Unia Racibórz, Górnik Zabrze, Atlético Español FC, Atlético Zacatepec en Necaxa. In de geschiedenis van het Poolse voetbal ging hij onder meer ten onder met drie geredde strafschoppen in de halve finale van de Poolse beker tegen Ruch Chorzów in 1971, toen het team van Zabrze op weg was naar een nieuwe bekerzege. Hij beëindigde zijn voetbalcarrière in 1978. 
Gomola maakt zijn debuut voor het nationale elftal van Polen in 1966. Gomola heeft 7 wedstrijden gespeeld voor zijn nationale ploeg. Tijdens de samenstelling van het team voor de Olympische Spelen in München in 1972 ontdekten dokters een breuk in een van Gomola's halswervels, waardoor hij uitgesloten was van deelname aan het Olympische toernooi.
Gomola overleed op 24 februari 2022.